# Manfred Kersch
Manfred Kersch   (Frankfurt del Main, 19 de setembre de 1913 - Frankfurt del Main, 2 de maig de 1994) va ser un atleta alemany, especialista en curses de velocitat, que va competir durant les dècades de 1930 i 1940.
El 1936 va prendre part en els Jocs Olímpics de Berlín, on quedà eliminat en sèries en la cursa dels 100 metres del programa d'atletisme. En el seu palmarès destaca una medalla d'or en els 4x100 metres relleus del Campionat d'Europa d'atletisme de 1938. També guanyà el campionat alemany dels 4x100 metres de 1943.

## Millors marques
- 100 metres llisos. 10.4" (1938)[1][3]